# Un conte de Noël
Un conte de Noël és una pel·lícula francesa dirigida per Arnaud Desplechin, estrenada l'any 2008 al Festival de Canes. Ha rebut 9 nominacions als premis César.

## Argument
Drama sobre una família que ha de lluitar contra una rara malaltia genètica, per la qual han perdut ja un fill i perdran un altre membre de la família si no troben un donant compatible de medul·la òssia.

## Repartiment
- Catherine Deneuve: Junon
- Jean-Paul Roussillon: Abel
- Anne Consigny: Elizabeth
- Mathieu Amalric: Henri
- Melvil Poupaud: Ivan
- Emmanuelle Devos: Faunia
- Chiara Mastroianni: Sylvia
- Hippolyte Girardot: Claude
- Romain Goupil: el psicoanalista